# Abdelilah Benkirane
Abdelilah Benkirane (àrab: عبد الإله بن كيران, ʿAbd-al-Ilāh ibn Kīrān) (Rabat, 4 d'abril de 1954) és un polític marroquí, líder del Partit de la Justícia i el Desenvolupament (PJD). El seu partit va guanyar per majoria simple en les eleccions al parlament marroquí de novembre de 2011.
El 29 de novembre de 2011 el rei del Marroc li assigna el càrrec de Cap de Govern conforme a la nova constitució d'aquest país.
Ha representat Salé al parlament marroquí des del 14 de novembre de 1997. Va ser triat líder del Partit de la Justícia i del Desenvolupament el juliol de 2008, prenent el relleu de Saadeddine Othmani.